# Стефано Візі
Стефано Візі (італ. Stefano Visi; нар. 11 грудня 1971, Порто-Сан-Джорджо) — італійський футболіст, що грав на позиції воротаря. По завершенні ігрової кар'єри — тренер. З 2017 року входить до тренерського штабу клубу «Самбенедеттезе».

## Клубна кар'єра
Народився 11 грудня 1971 року в місті Порто-Сан-Джорджо. Вихованець футбольної школи клубу «Самбенедеттезе». Дорослу футбольну кар'єру розпочав 1989 року в основній команді того ж клубу, але основним воротарем не був, тому 1990 року був відданий на сезон в оренду в клуб Серії D «Сантеджидієзе». Повернувшись до рідного «Самбенедеттезе» з сезону 1992/93 став основним гравцем команди і провів у цьому статусі ще два роки.

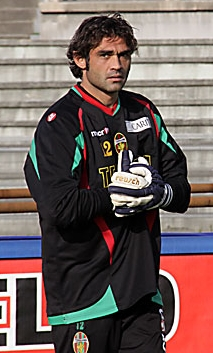
Стефано Візі під час виступів за «Тернану». 2009 рік.

З 1994 року став виступати за клуби Серії Б «Венеція», «Авелліно» та «Пескара», після чого у 1997—1999 роках виступав за свій єдиний іноземний клуб, «Шеффілд Юнайтед», з другого за рівнем дивізіону Англії.
В подальшому протягом 1999—2008 років захищав кольори італійських клубів з Серії С і D «Падова», «Самбенедеттезе», «Тіволі», «Гроттаммаре», «Джуліанова» та «Самбенедеттезе», а завершив ігрову кар'єру у клубі «Тернана», за який виступав протягом 2008—2011 років у Серії C1, будучи у двох останніх сезонах капітаном команди.

## Виступи за збірні
Протягом 1992—1993 років залучався до складу молодіжної збірної Італії, з якою став молодіжним чемпіоном Європи 1994 року у Франції, але на турнірі був дублером Франческо Тольдо і в матчах участі не брав. Всього на молодіжному рівні зіграв у 8 офіційних матчах, пропустив 4 голи.

## Кар'єра тренера
2017 року увійшовши до тренерського штабу рідного клубу «Самбенедеттезе», де став працювати тренером воротарів.

## Титули і досягнення
- Чемпіон Європи серед молодіжних команд (1):

1994